# Situation finale
Dans un récit, la situation finale est la situation à la clôture du récit (retour à la normale). C'est souvent la cinquième et dernière étape du schéma narratif.
La comparaison de la situation initiale et de la situation finale peut souvent faire ressortir une signification implicite du récit :
- La situation finale est mauvaise comparée à la situation initiale : le déroulement des péripéties a été néfaste, et l'œuvre appartient souvent au registre tragique ou au registre pathétique;
- La situation finale est bonne comparée à la situation initiale : le déroulement des péripéties a été bénéfique.
- La situation finale est identique ou semblable à la situation initiale : le déroulement des péripéties n'a eu aucune incidence, ce qui renvoie à l'idée de leur futilité.